# Warner Records
Warner Records (anciennement Warner Bros. Records) est un label discographique américain, basé à Los Angeles, en Californie. Il est fondé en 1958 en tant que division musicale du studio de cinéma américain Warner Bros. Il fait aujourd'hui partie des nombreux labels appartenant à Warner Music Group. Son siège se situe à Los Angeles, en Californie.
Les groupes et artistes qui ont enregistré pour Warner Records comprennent  Madonna, Prince, Cher, Devo, Joni Mitchell, Van Halen, Alice Cooper, Kylie Minogue, ZZ Top, Gorillaz, Bette Midler, Grateful Dead, Jane's Addiction, Blur, Duran Duran, Deep Purple, Fleetwood Mac, James Taylor, Nile Rodgers, Black Sabbath, Red Hot Chili Peppers, Linkin Park, Muse, Mac Miller, Dua Lipa, Bebe Rexha, R.E.M., et Sex Pistols.

## Histoire

### Origines
À la fin de la période du cinéma muet, Warner Bros. Pictures décide de se lancer dans l'édition et l'enregistrement afin d'avoir accès à des contenus musicaux bon marché pour ses films. En 1928, le studio acquiert plusieurs petites maisons d'édition musicale, dont M. Witmark & Sons, Harms Inc. et une participation partielle dans New World Music Corp. et les fusionne pour former la Music Publishers Holding Company. Ce nouveau groupe contrôlait des droits d'auteur précieux sur des standards de George et Ira Gershwin et de Jerome Kern, et la nouvelle division ne tarda pas à réaliser de solides bénéfices, atteignant jusqu'à 2 millions de dollars américains par an.
En 1930, la Music Publishers Holding Company (MPHC) débourse 28 millions de dollars pour acquérir Brunswick Records (qui comprend Vocalion), dont la liste comprend Duke Ellington, Red Nichols, Nick Lucas, Al Jolson, Earl Burtnett, Ethel Waters, Abe Lyman, Leroy Carr, Tampa Red et Memphis Minnie ; peu après la vente à Warner Bros, le label signe les stars montantes de la radio et de l'enregistrement, Bing Crosby, Mills Brothers et Boswell Sisters. Malheureusement pour Warner Bros, le double impact de la Grande Dépression et de l'introduction de la radiodiffusion a grandement nui à l'industrie du disque : les ventes se sont effondrées, chutant d'environ 90 %, passant de plus de 100 millions de disques en 1927 à moins de 10 millions en 1932,, et les grandes sociétés ont été contraintes de diviser par deux le prix des disques, qui est passé de 75 à 35 cents.
En décembre 1931, Warner Bros. cède Brunswick à l'American Record Corporation (ARC) pour une fraction de sa valeur antérieure, dans le cadre d'un accord de location qui n'incluait pas les usines de pressage de Brunswick. Techniquement, Warner conserve la propriété réelle de Brunswick, qui, avec la vente d'ARC à CBS en 1939 et leur décision d'abandonner Brunswick en faveur de la relance du label Columbia Records, revient à Warner Bros. Warner Bros. vend Brunswick une deuxième fois (en même temps que le label Columbia). vend Brunswick une seconde fois (ainsi que le catalogue de Brunswick jusqu'en 1931), cette fois avec les anciennes usines de pressage de Brunswick appartenant à Warner, à Decca Records (qui crée ses activités américaines en 1934) en échange d'une participation financière dans Decca. La lourde perte subie dans l'affaire Brunswick maintient le studio à l'écart de l'industrie du disque pendant plus de 25 ans, et pendant cette période, il concède des licences pour ses musiques de film à d'autres sociétés pour qu'elles soient publiées sous forme d'albums de bandes originales.

### Débuts (1958–1963)
En 1956, Harry et Albert Warner vendent leur participation dans le studio et le conseil d'administration est rejoint par de nouveaux membres favorables à une nouvelle expansion dans le secteur de la musique : Charles Allen de la banque d'investissement Charles Allen and Company, Serge Semenenko de la First National Bank of Boston et l'investisseur David Baird. Semenenko, en particulier, a un intérêt professionnel marqué pour le secteur du divertissement et il commence à pousser Jack Warner à créer un label discographique « interne ». L'industrie du disque étant en plein essor - les ventes avaient dépassé les 500 millions de dollars en 1958 - Semnenko fait valoir qu'il était insensé pour Warner Bros. de conclure des accords avec d'autres sociétés pour la publication de ses bandes sonores alors que, pour moins que le coût d'un film, elle pouvait créer son propre label, créant ainsi une nouvelle source de revenus qui pourrait se poursuivre indéfiniment et fournir un moyen supplémentaire d'exploiter et de promouvoir ses acteurs sous contrat.
La carrière musicale de l'acteur Tab Hunter de la Warner Bros. est également à l'origine de la création du label. Bien que Hunter ait signé un contrat d'acteur exclusif avec le studio, cela ne l'a pas empêché de signer un contrat d'enregistrement, ce qu'il a fait avec Dot Records, qui appartenait à l'époque à Paramount Pictures. Hunter obtient plusieurs succès pour Dot, dont le single numéro 1 aux États-Unis, Young Love (1957) et, au grand dam de Warner Bros., les journalistes posent surtout des questions sur ce succès, plutôt que sur le dernier film de Hunter pour Warner. En 1958, le studio signe Hunter comme premier artiste de sa nouvelle division de disques, bien que ses enregistrements ultérieurs pour le label ne parviennent pas à reproduire son succès avec Dot.
Warner Bros. accepte d'acheter Imperial Records en 1956 et, bien que l'accord ait échoué, il marque le franchissement d'une barrière psychologique : « Si la société était prête à acheter un autre label, pourquoi ne pas créer le sien ? » Pour créer le label, la société engage l'ancien président de Columbia Records, James B. Conkling ; les directeurs fondateurs d'A&R étaient Harris Ashburn, George Avakian et Bob Prince. Conkling était un administrateur compétent doté d'une vaste expérience dans l'industrie - il avait joué un rôle déterminant dans le lancement du format LP chez Columbia et avait joué un rôle clé dans la création de la National Academy of Recording Arts and Sciences l'année précédente. Cependant, Conkling avait des goûts musicaux plutôt moyens (il était marié à Donna King, du trio vocal The King Sisters), et était donc plutôt en décalage avec les nouvelles tendances de l'industrie, en particulier le marché en pleine expansion du rock 'n' roll.
Warner Bros. se tourne vers des artistes de rock 'n' roll dans l'espoir de faire progresser ses ventes, mais leur première signature, Bill Haley, n'est plus dans la fleur de l'âge et ne remporte aucun succès. Le label a plus de chance avec sa signature suivante, les Everly Brothers, que Warner Bros. a obtenus après la fin de leur précédent contrat avec Cadence Records. Herman Starr a effectivement joué l'avenir de la société en approuvant ce qui est réputé être le premier contrat d'un million de dollars de l'histoire de la musique, qui garantit aux Everly Brothers 525 000 dollars contre un taux de redevance croissant allant jusqu'à 7 %, bien supérieur à la norme de l'industrie de l'époque.
Warner Bros. fait une autre signature prémonitoire avec le groupe de folk Peter, Paul and Mary. Artie Mogull (qui travaillait pour l'une des sociétés d'édition de Warner Bros., Witmark Music) avait présenté leur manager Albert Grossman à Herman Starr, ce qui permit au groupe de signer un contrat d'enregistrement et d'édition avec Warner Bros. L'accord conclu par Grossman avec le groupe était novateur pour les artistes : il prévoyait une avance substantielle de 30 000 dollars et, surtout, il établissait une nouvelle référence pour les contrats d'enregistrement en stipulant que le trio aurait un contrôle créatif total sur l'enregistrement et l'emballage de sa musique.

### Warner/Reprise (1963–1967)
En août 1963, Warner Bros. procède à une « reprise de sauvetage » de Reprise Records, le label en difficulté de Frank Sinatra, dans le cadre d'un accord visant à acquérir les services de Sinatra en tant qu'artiste-interprète et en tant qu'acteur pour Warner Bros. Pictures. La transaction totale est évaluée à environ 10 millions de dollars US et a donné à Sinatra une part d'un tiers dans le nouveau label et un siège au conseil d'administration de Warner/Reprise ; Mike Maitland, directeur de Warner Bros. Mike Maitland, directeur de Warner Bros Records, devient le président de la nouvelle entité et Mo Ostin est retenu comme directeur du label Reprise,.
Reprise était lourdement endetté au moment du rachat, et l'équipe de direction de Warner Records aurait été consternée de voir son bilan passer dans le rouge à la suite de l'acquisition, mais elle n'a pas eu le choix. Ben Kalmenson, directeur de la société Warner Bros. et proche collaborateur de Jack Warner, a convoqué les directeurs du label à une réunion à New York et leur a dit explicitement que Warner et lui-même voulaient l'opération et qu'ils s'attendaient à ce qu'ils votent en sa faveur.
En 1964, Warner Bros. lance Loma Records, qui se concentre sur les groupes et artistes de rhythm and blues. Le label, dirigé par Bob Krasnow, ancien responsable de la promotion de King Records, sortira plus de 100 singles et cinq albums, mais ne connaîtra qu'un succès limité et sera dissous en 1968.
En 1967, Warner Bros. prend le contrôle de Valiant Records, ce qui lui permet d'ajouter le groupe de pop harmonieuse The Association à sa liste, une acquisition qui s'est avérée être une autre source d'argent pour Warner Bros. Au cours de l'année, le label fait également fait ses premiers pas sur le marché du rock en plein essor en signant avec le groupe de rock psychédélique de San Francisco Grateful Dead. Warner Bros. organise pour le groupe une fête de sortie au Fugazi Hall, dans le quartier de North Beach à San Francisco. Au cours du concert, Joe Smith, directeur des ventes de Warner, monte sur scène et annonce : « Je tiens à dire que c'est un honneur de pouvoir présenter le Grateful Dead et sa musique au monde », ce qui incite Jerry Garcia, cynique, à répondre par une boutade : « Je tiens à dire que c'est un honneur pour Grateful Dead de présenter Warner Bros. Records au monde ».

### Warner Bros.-Seven Arts (1967–1969)
Le nouveau groupe fusionné est rebaptisé Warner Bros.-Seven Arts (souvent désigné dans la presse spécialisée par l'abréviation qu'il a adoptée pour son nouveau logo, « W7 »). Bien que Warner Bros. Pictures soit en perte de vitesse, l'achat coïncide avec une période de croissance extraordinaire dans l'industrie musicale, et Warner-Reprise est en passe de devenir un acteur majeur de cette industrie. Le banquier d'affaires de Hyman, Alan Hirshfeld, de Charles Allen and Company, l'incite à développer les actifs discographiques de la société et a organisé une réunion avec Jerry Wexler et Ahmet et Nesuhi Ertegun, copropriétaires du grand label indépendant Atlantic Records, qui a finalement abouti à l'achat d'Atlantic en 1968.
Warner Bros. a également eu des difficultés avec son groupe phare, The Grateful Dead, qui, comme Peter, Paul and Mary, avait négocié un contrôle artistique total sur l'enregistrement et l'emballage de leur musique. Leur premier album avait été enregistré en seulement quatre jours et, bien qu'il n'ait pas été un grand succès, il se hisse dans le Top 50 américain et se vend régulièrement, devenant finalement disque d'or en 1971.

### Rachat par Kinney (1969–1972)
En 1969, Warner Bros.-Seven Arts est rachetée par la Kinney National Company, dirigée par l'homme d'affaires new-yorkais Steve J. Ross, qui dirigera avec succès le groupe Warner jusqu'à sa mort en 1992. L'opération, d'un montant de 400 millions de dollars, donne naissance à un nouveau conglomérat regroupant les divisions cinéma, télévision, enregistrement et édition musicale de la Warner et les multiples activités de Kinney. Ross avait fondé la société à la fin des années 1950, alors qu'il travaillait dans l'entreprise familiale de pompes funèbres. Voyant l'opportunité d'utiliser les voitures de la société, qui étaient inutilisées la nuit, il a créé une entreprise de location de voitures qui a connu un grand succès et qu'il a ensuite fusionnée avec la société Kinney, spécialisée dans les garages de stationnement. Ross introduisit la société en bourse en 1962 et, à partir de là, elle se développe rapidement entre 1966 et 1968, fusionnant avec National Cleaning Services en 1966 pour former la Kinney National Company, puis acquérant une série de sociétés qui allaient s'avérer d'une valeur énorme pour le groupe Warner dans les années à venir - National Periodical Publications (qui comprenait DC Comics et All American Comics), l'agence de talents Ashley-Famous, et Panavision.

### Depuis 1970

Ancien logo utilisé entre 2002 et 2019.

Le 28 mai 2019, le label annonce qu'il avait changé son nom en Warner Records, et dévoile un nouveau logo - remplaçant le bouclier Warner Bros. par un mot-symbole et un cercle noir (tous deux partiellement coupés en bas). WMG a expliqué que le nouveau logo était censé ressembler à la Terre, à un disque et au Soleil, et qu'il présentait "une simplicité artistique et une typographie percutante qui conviennent parfaitement au monde numérique". Après la vente de Warner Music Group en 2004 par Time Warner (devenu Warner Bros. Discovery depuis 2022), la société avait obtenu une licence de 15 ans pour utiliser le nom et le logo de Warner Bros. Le nouveau logo a reçu un accueil mitigé, les critiques marketing et les anciens employés de WMG déplorant le remplacement de l'emblème historique de Warner Bros. (utilisé par le label pendant 61 ans) par une marque comparativement simpliste.
Le 31 mai 2022, un partenariat a été annoncé avec la société de divertissement sud-coréenne SM Entertainment pour les promotions mondiales du groupe de filles de K-pop Aespa.

## Groupes et artistes notables

### Actuels
- The Prodigy
- Avenged Sevenfold
- Cher
- Leela James
- Metallica
- Kylie Minogue
- Van Morrison
- Red Hot Chili Peppers
- Lou Reed
- R.E.M.
- Linkin Park
- One Ok Rock
- Muse
- Adam Lambert
- Frankie Ballard
- JoJo
- Fifty Fifty

### Anciens
- A-ha
- Paul Anka
- Apollonia 6
- Bee Gees
- George Benson
- Black Sabbath (États-Unis et Canada)
- Chicago
- Alice Cooper
- Don Costa
- Elvis Costello
- Miles Davis
- Deep Purple
- Dio
- Emerson, Lake and Palmer
- Emmylou Harris
- King Crimson
- Madonna
- Mantovani
- George Martin
- Mouth & MacNeal
- Sex Pistols (Amérique du Nord)
- Prince
- Sheila E.
- James Taylor
- Van Halen
- Rawicz & Landauer (en)
- ZZ Top
- Frank Zappa

## Filiales

### Actuelles
- 1017 Brick Squad Records (depuis 2010)
- A&E Records (formerly Mushroom Records UK) (depuis 2003)
- Action Theory Records (depuis 2009)
- Asylum Records (depuis 2009)
- A Band Apart (depuis 1997)
- Beluga Heights (depuis 2008)
- Black Wall Street Records (depuis 2004)
- Blacksmith Records (depuis 2005)
- BME Recordings (depuis 2004)
- Brute/Beaute Records (depuis 2005)
- BTNH Worldwide (depuis 2009)
- Collective Sounds (depuis 2011)
- Doghouse Records (depuis 2004)
- Decaydance Records (depuis 2005)
- Festival Mushroom Records (depuis 2005)
- Heiress Records (depuis 2004)
- Jet Life Recordings (depuis 2011)
- Machine Shop Recordings (depuis 2002)
- Malpaso Records (depuis 1995 ; statut inconnu)
- Maybach Music Group (depuis 2011)
- Loveway Records (depuis 2009)
- Maverick Records (depuis 1991)
- Nonesuch Records (depuis 2004)
- Perezcious Music (depuis 2009)
- Playmaker Music (depuis 2007)
- Public Broadcasting Service (depuis 1998; statut actuel inconnu)
- Record Collection (depuis 2003)
- Reprise Records (depuis 1963)
- RuffNation Records (depuis 1998)
- Sire Records (1978–1995, depuis 2003)
- Teleprompt Records (depuis 2003)
- Thee West Entertainment (depuis 2011)
- Word Records (depuis 2002)
- Young N Charge Inc (depuis 2011)
- Serjical Strike Records (depuis 2007)

### Anciennes
- 4AD Records (1992–1998) (États-Unis seulement)
- American Recordings (1988–1997 aux États-Unis], 2005–2007 à l'international)
- Autumn Records (1963–1965)
- Bearsville Records (1970–1984)
- Capricorn Records (1972–1977), (1990–1995)
- Cold Chillin' Records (1987–1994)
- Dark Horse Records (1976–1992)
- ECM Records (?–1984)
- Extasy International Records (2000–2004)
- Full Moon Records (1974–1992)
- F-111 Records (1995–2001)
- Geffen Records (1980–1990)
- Giant Records et ses filiales : le Medicine Label (1993–1995), Paladin, Revolution (1990–2001)
- Loma Records (1964–1968 et une boutique créée en 2003)
- Luaka Bop Records (1988–2000)
- Metal Blade Records (1988–1993)
- Music for Little People (1990–1995)
- Opal Records (1987–1993)
- Paisley Park Records (1985–1994)
- Premeditated Records (milieu des années 1990)
- Raybaw Records (2005–2008)
- Qwest Records (1980–2000)
- Slash Records (1982–1996)
- Tommy Boy Records (1985–2002)
- Valiant Records (1960–1966)
- Warner Alliance (?–1998)